# Kalischacht Fürst Bismarck
Der Kalischacht Fürst Bismarck ist ein ehemaliger Schacht in der Gemarkung des heutigen Salzgitter-Bad. Als gegen Ende des 19. Jahrhunderts in der näheren Umgebung ergiebige Kalisalzlager erschlossen wurden, glaubte man, auch hier fündig zu werden und teufte ab 1896 auf dem Gelände des heutigen Greif-Parks in Salzgitter-Bad einen Schacht ab. Dieser zählte damals zu den tiefsten Kalischächten in Deutschland. Die Arbeiten wurden 1903 wegen Erfolglosigkeit eingestellt, 1907 wurde die Anlage abgerissen.

## Geologie
Im Stadtgebiet des heutigen Salzgitter-Bad liegt ein Salzstock, der aus Schichten von Zechsteinsalz und Rötsalz besteht. Dieser ist 4,5 km lang und zwischen 0,5 und 2,0 km breit. Der Salzspiegel liegt heute in einer Tiefe von 180 bis 200 m. Der Salzstock war jahrhundertelang Grundlage für die Salinensalzgewinnung. Auch heute noch wird das Thermalsolbad von Salzgitter-Bad aus einer etwa 230 m tiefen Bohrung im „Rosengarten“ mit Sole versorgt.

## Vorgeschichte
In der 2. Hälfte des 19. Jahrhunderts wurden nach der Entdeckung des Kaliflözes Staßfurt im Gebiet um den Harz mehrere Kaliwerke angelegt. Das älteste lag bei Staßfurt, dieses wurde zwischen 1856 und 1861 gebaut. Ihm folgte das Kaliwerk bei Vienenburg aus den Jahren 1884 bis 1886. Auf dem Gebiet der heutigen Stadt Salzgitter wurde zwischen 1885 und 1891 das Kaliwerk Thiederhall errichtet.
Die wirtschaftlichen Erfolge dieser Kaliwerke lösten auch im Gebiet des heutigen Salzgitter-Bad bergbauliche Tätigkeiten aus. Schließlich waren hier schon seit dem 6. Jahrhundert Salzquellen bekannt und man hoffte, auch hier abbauwürdige Kalisalzlager zu finden.
Im Januar 1888 wurde auf Veranlassung des Kniestedter Landwirts Dannenbaum am Hamberg, an der Südgrenze des damaligen Salzgitter zu Kniestedt, die erste Versuchsbohrung „Salzgitter 1“ niedergebracht. Mit den Arbeiten wurde die Essener Bohrfirma Heberer und Nitsch beauftragt. 1890 wurde verkündet, man sei bei 400 m Teufe auf ein 80 m mächtiges Kalisalzlager gestoßen. Laut den Bohrberichten wurden aber bis zu einer Teufe von 460,30 m lediglich Steinsalzfunde nachgewiesen.
Hiernach wurden im Bereich von Kniestedt (heute Teil von Salzgitter-Bad) drei weitere Erkundungsbohrungen angesetzt, bei denen aber kein Kalisalz gefunden wurden.
1895 ließ dann der Bohrunternehmer Dörfer melden, dass man bei seiner im Jahr zuvor begonnenen Bohrung „Salzgitter 2“ (in der Nähe des heutigen Thermalsolbades) in Tiefen zwischen 524 und 903 m gleich dreimal fündig geworden sei, diese Kalilager sollten Mächtigkeiten von 21, 10 und 31 m aufweisen. Einen Beweis für den Wahrheitsgehalt dieser Nachricht lieferte Dörfer aber nicht.

## Schachtbau ab 1896
Nach der Meldung über den Erfolg der Bohrung „Salzgitter 2“ wurde beschlossen, einen Kalischacht abzuteufen. Den Schachtansatzpunkt legte man in die Nähe der Bohrung „Salzgitter 2“. Am 17. April 1896 wurde „Auf dem Greif“ mit dem Abteufen des 5 m weiten Schachts begonnen. Die Arbeiten gingen ohne größere Störungen voran und erreichten noch im gleichen Jahr bei 252 m das steilstehende Steinsalz. Der Schacht wurde bis zu einer Teufe von 175 m mit Tübbingen gesichert.
Zeitgleich mit dem Schachtbau brachte man weitere Probebohrungen nieder. Zum einen 1896 die Bohrung „Salzgitter 3“, diese wurde bei 676 m Teufe eingestellt. In der Gemarkung Gitter wurden 1897 etwa 400 m westlich vom Schacht die Bohrungen „Gitter I und II“ niedergebracht, um die Ausdehnung des Kalisalzlagers in westliche Richtung zu erkunden. „Gitter I“ wurde bei 801 m eingestellt, als man auf nicht abbauwürdige Triassalze traf. Die Bohrung „Gitter II“ wurde bei 1150 m Teufe abgebrochen, da man auch hier nicht fündig geworden war.
Obwohl die Probebohrungen keine Beweise für abbauwürdige Kalisalzlager erbracht hatten, baute man den Schacht weiter aus und errichtete zeitgleich ausgedehnte Tagesanlagen. Zu diesen gehörten ein Kessel- und Fördermaschinenhaus, Ventilatorgebäude, Werkstattgebäude und ein Mühlenhaus. Der hölzerne Abteufturm wurde 1900 durch eine stählerne Konstruktion ersetzt. Zum Bahnhof Salzgitter(-Bad) wurde ein Anschlussgleis gelegt, das die Schachtanlage mit der im Güterverkehr wichtigen Braunschweigischen Südbahn verband. Weiter errichtete man in der Nähe des Werksgeländes (heute Ecke Bismarckstraße / Hinter dem Salze) vier Wohnhäuser für die Arbeiter. Einzig der Bau einer Chlorkaliumfabrik wurde von den Behörden untersagt, da man die Ableitung der Fabrikabwässer in das nahegelegene Flüsschen Warne nicht genehmigen wollte. 1897 erhielt die Gewerkschaft Schlüssel die Erlaubnis, die Anlage nach dem Reichskanzler „Kalischacht Fürst Bismarck“ zu benennen.

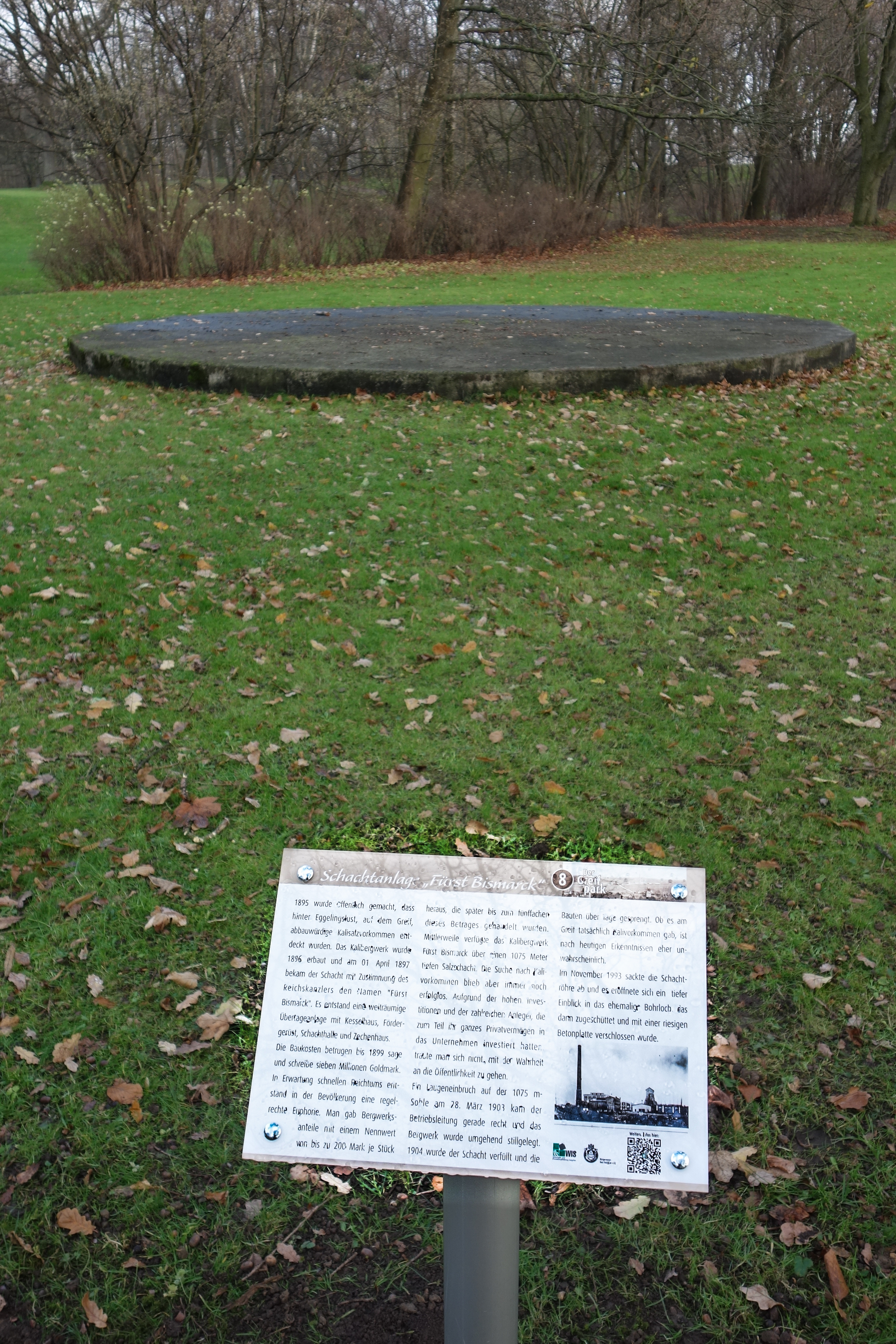
Schachtdeckel und Informationstafel

Im September 1899 erreichte der Schacht die Endteufe von 820 m. Bis hierhin waren noch keine abbauwürdigen Kalisalzlager aufgeschlossen worden. Auch Aufschlüsse auf der 600- und 800-m-Sohle hatten keine befriedigenden Ergebnisse gezeigt. Dennoch ließ Dörfer am 28. Oktober 1899 in den Zeitungen verkünden, der Schacht habe das Kalilager erreicht. Zu diesem Zeitpunkt beschäftigte die Gewerkschaft Schlüssel 230 Bergleute und Arbeiter.
1902 setzte man zur weiteren Erkundung 420 m westlich vom Schacht einen Blindschacht an, den man bis 1075 m vorantrieb. Von hier aus wurde eine weitere Strecke nach Westen aufgefahren, doch auch hier wurde man nicht fündig.
Bis 1903 waren bei den Arbeiten etwa 1300 m Schächte und Gesenke geteuft worden. Dazu wurden fast 3000 m Strecken aufgefahren, ohne dass man auf abbauwürdige Kalisalzlager gestoßen war. Auch die zuständige Bergbehörde und ein hinzugezogener Gutachter vertraten nun die Ansicht, dass weitere Investitionen nutzlos seien. Als es am 26. März 1903 auf der 1075-m-Sohle einen Laugeneinbruch gab, fand man hierin einen Anlass, die Arbeiten einzustellen und den Schacht stillzulegen. Im Sommer 1907 wurde die Tagesanlagen gesprengt und der Schacht verfüllt. Nachdem die Verfüllsäule in der Schachtröhre im November 1993 abgesackt war, wurde die Schachtöffnung mit einem Betondeckel verschlossen. Das Anschlussgleis wurde 1924 zum Großteil für die Grubenbahn Calbecht–Voßpaß–Grube Anna und Hoffnung–Schroederstollen umgespurt.

## Wirtschaftliche Entwicklung
Nach der lancierten Erfolgsmeldung über die Bohrung „Salzgitter 1“ war 1890 die „Kalibohrgesellschaft Salzgitter“ gegründet worden. Der Aktienverkauf dieser Gesellschaft verlief zunächst schleppend – wohl, weil die Meldung über die Kalifunde zunehmend als Gerücht eingestuft wurde. Die Kalibohrgesellschaft wurde zum 1. April 1896 in die „Gewerkschaft Schlüssel“ umgewandelt und es wurden 1000 Kuxe im Wert von 200 Mark ausgegeben – zum Kurs von 1000 Mark. Damit hatte die Gewerkschaft Schlüssel das benötigte Kapital zum Teufen des Schachtes zusammenbekommen und begann noch im gleichen Monat mit der Schachtteufe. Die Nominalwerte der Kuxe der Schlüssel-Gewerken stiegen anfänglich stark – Ende 1897 lag deren Wert bei 3900 Mark, Ende 1899 sogar bei 4700 Mark.
Im Oktober 1900 untersagte das Oberlandesgericht Braunschweig aus formalen Gründen der Gewerkschaft Schlüssel die Einziehung weiterer Zubußen. Zu diesem Zeitpunkt war der Wert der Kuxe bis auf 300 Mark gefallen. Da man nun über die Gewerkschaft kein weiteres Kapital erhalten konnte, wandelte man diese in eine „Aktiengesellschaft Kaliwerke Salzgitter“ mit einem Aktienkapital von einer Million Mark um. Dadurch erhielt man genügend Mittel zum weiteren Ausbau des Kalischachtes.
Die gesamten Baukosten der Schachtanlage wurden mit sieben Millionen Mark beziffert. Mit der Einstellung des Betriebes im Jahre 1903 und dem Abbruch aller Anlagen im Jahre 1907 hatten die Aktionäre ihr eingesetztes Kapital verloren.